# Carsten Olsen
Carsten Erik Olsen (1. marts 1891 – 19 august 1974) var en dansk planteøkolog og -fysiolog, som var en pioner i studiet af vilde og dyrkede planters ernæring i jorde med forskelig surhedsgrad (pH).